# Проненко, Константин Викторович
Константи́н Ви́кторович Про́ненко (26 ноября 1971, Днепропетровск) — украинский гребец, выступал за сборную Украины по академической гребле в начале 1990-х — конце 2000-х годов. Многократный победитель регат национального значения, участник летних Олимпийских игр в Сиднее, чемпионатов и кубков мира. На соревнованиях представлял спортивный клуб Вооружённых сил.

## Биография
Константин Проненко родился 26 ноября 1971 года в Днепропетровске, Украинская ССР. Активно заниматься академической греблей начал в раннем детстве, проходил подготовку в местной секции и позже в спортивном клубе Вооружённых сил в Киеве, в разное время тренировался под руководством таких специалистов как Юрий Родионов, Владимир Опальник, Нелли Ромашко.
Первого серьёзного успеха добился в 1989 году, когда попал в юниорскую сборную СССР и побывал на юниорском чемпионате мира в венгерском Сегеде, где в зачёте парных двухместных экипажей завоевал серебряную медаль. На взрослом международном уровне дебютировал в сезоне 1993 года, в национальной сборной отделившейся Украины поучаствовал в программе чемпионата мира в чешском городе Рачице — в итоге занял здесь одиннадцатое место в двойках. Два года спустя выступил на мировом первенстве в финском Тампере, в парных четвёрках стал пятым, немного не дотянув до призовых позиций. Ещё через два года в двойках соревновался на первенстве мира во французской Савойе и финишировал там девятым.
В 1998 году в двойках Проненко сумел пройти в финал на двух этапах Кубка мира, кроме того, показал пятнадцатый результат на чемпионате мира в Кёльне. В следующем сезоне в той же дисциплине был участником ещё двух этапов мирового кубка, пришёл к финишу седьмым на чемпионате мира в канадском Сент-Катаринсе. Благодаря череде удачных выступлений удостоился права защищать честь страны на летних Олимпийских играх 2000 года в Сиднее, вместе с напарником Константином Зайцевым дошёл до утешительного финала «Б» и расположился в итоговом протоколе на одиннадцатой строке, мастер спорта.
После сиднейской Олимпиады Константин Проненко остался в основном составе украинской национальной команды и продолжил принимать участие в крупных международных регатах. Так, в 2002 году в двойках он закрыл десятку сильнейших на этапе Кубка мира в бельгийском Хазевинкеле, затем в четвёрках попал в финал на этапах в Милане и Мюнхене. В 2006 году попробовал себя в распашных восьмёрках с рулевым, занял десятое место на этапе мирового кубка в польской Познани и шестнадцатое на чемпионате мира в Итоне. На чемпионате мира 2007 года в Познани финишировал восьмым в распашных безрульных четвёрках. Вскоре после этих соревнований принял решение завершить карьеру профессионального спортсмена, уступив место в сборной молодым украинским гребцам.
Женат на известной украинской гребчихе Светлане Мазий, двукратной серебряной призёрше Олимпийских игр.